# Kidder megye
Kidder megye az Amerikai Egyesült Államokban, azon belül Észak-Dakota államban található. Megyeszékhelye és legnagyobb városa Steele. Lakosainak száma 2394 fő (2020. április 1.). Kidder megye Wells, Stutsman, Logan, Emmons, Burleigh és Sheridan megyékkel határos.

## Népesség
A megye népességének változása:
| Lakosok száma | 2439 | 2448 | 2432 | 2428 | 2417 | 2394 |
|               | 2010 | 2011 | 2012 | 2013 | 2015 | 2020 |